# Hospital Armand-Trousseau
El Hospital Armand-Trousseau es un hospital público de Paris (AP-HP), se encuentra ubicado en la calle  26, avenue du Docteur-Arnold-Netter y rue Lasson (entrada a la sala de emergencias) en el XII Distrito de París. Es una de las sedes del Grupo Hospitalario Universitario de la Sorbona.
El hospital fue inaugurado el 16 de marzo de 1854 en las instalaciones del Hôpital Sainte-Marguerite en el distrito Faubourg Saint-Antoine como hospital infantil.
El hospital está especializado en atención pediátrica y, desde enero de 2006, pluridiscapacidad tras su fusión con el hospital La Roche-Guyon ubicado en Valle del Oise.